# Duranta
- Commons
- Wikispecies

Duranta L. é um género botânico pertencente à família Verbenaceae.

## Espécies
- Duranta dombeyana
- Duranta erecta
- Duranta lorentzii
- Duranta repens
- Duranta triacantha
- «Lista completa»

## Classificação do gênero
| Sistema | Classificação                        | Referência               |
| ------- | ------------------------------------ | ------------------------ |
| Linné   | Classe Didynamia, ordem Angiospermia | Species plantarum (1753) |